# Estádio Pedro Bidegain
O Estádio Pedro Bidegain, popularmente chamado de El Nuevo Gasómetro, é o segundo e atual estádio do clube de futebol argentino San Lorenzo de Almagro, localizado nas avenidas Francisco Fernández de la Cruz, Perito Moreno e Varela, na cidade de Buenos Aires.
O estádio é sucessor do Viejo Gasometro, antigo estádio do San Lorenzo, inaugurado em 1916 e foi fechado em 2 de dezembro de 1979, depois de um empate sem gols contra o Boca Juniors.
O projeto foi encabeçado pelos arquitetos: Claudio Pando, Roberto Pando e Claudio Grimoldi. E fora executado sobe a total gestão de Fernando Miele.
Depois de vários anos em que San Lorenzo exerceu sua localização em outros estádios, em 16 de dezembro de 1993, após 52 semanas de construção, el Nuevo Gasómetro foi inaugurado em uma partida que terminou com vitória sobre a Universidad Católica de Chile por 2 a 1.  A primeira partida oficial realizada no campo foi um San Lorenzo e Belgrano de Córdoba em que a equipe da casa venceu por 1 a 0 com gol de Carlos Javier Netto, tendo este feito o primeiro gol oficial do novo estádio.
Seu nome é uma homenagem a Pedro Bidegain, que chegou a concorrer a presidência pelo partido UCR e foi presidente do clube entre os anos 1929 e 1930. Também existe uma rua com seu nome no bairro de Boedo.
Até 10 de maio de 2007, o estádio ficava dentro dos limites do bairro de Nueva Pompeya, mas com a lei 2329 de limites, passou a estar integralmente no bairro de Flores.
De todos os estádios de futebol profissionais argentinos, atualmente, o Pedro Bidegain é o que tem o maior campo, com 110 metros por 70 metros.

## História

### Partida inaugural
Foi um amistoso jogado em 16 de dezembro de 1993 entre San Lorenzo e a equipe chilena Universidad Católica, vice campeão da Copa Libertadores daquele ano. O time da casa venceu por 2 a 1 com gols de Claudio Biaggio (21' PT) e Luis Fabián Artime (29' ST), e os visitantes diminuiram com Jorge Vázquez (41' PT).
- San Lorenzo de Almagro (2): Passet (Labarre); Arévalo (Simionato) y Escudero; Zandoná (Galeazzi), Cardinal (Netto) y Ballarino; García, Monserrat, Biaggio (Artime), Gorosito y Bennett (Rossi). DT: Héctor Veira.
- Universidad Católica (1): Toledo; López y Tupper (Almada); R. Gómez, Parraguez y Contreras (J. Gómez); Romero, Lepe, Barrera, Vázquez y Tudor. DT: Ignacio Prieto

### Novas obras

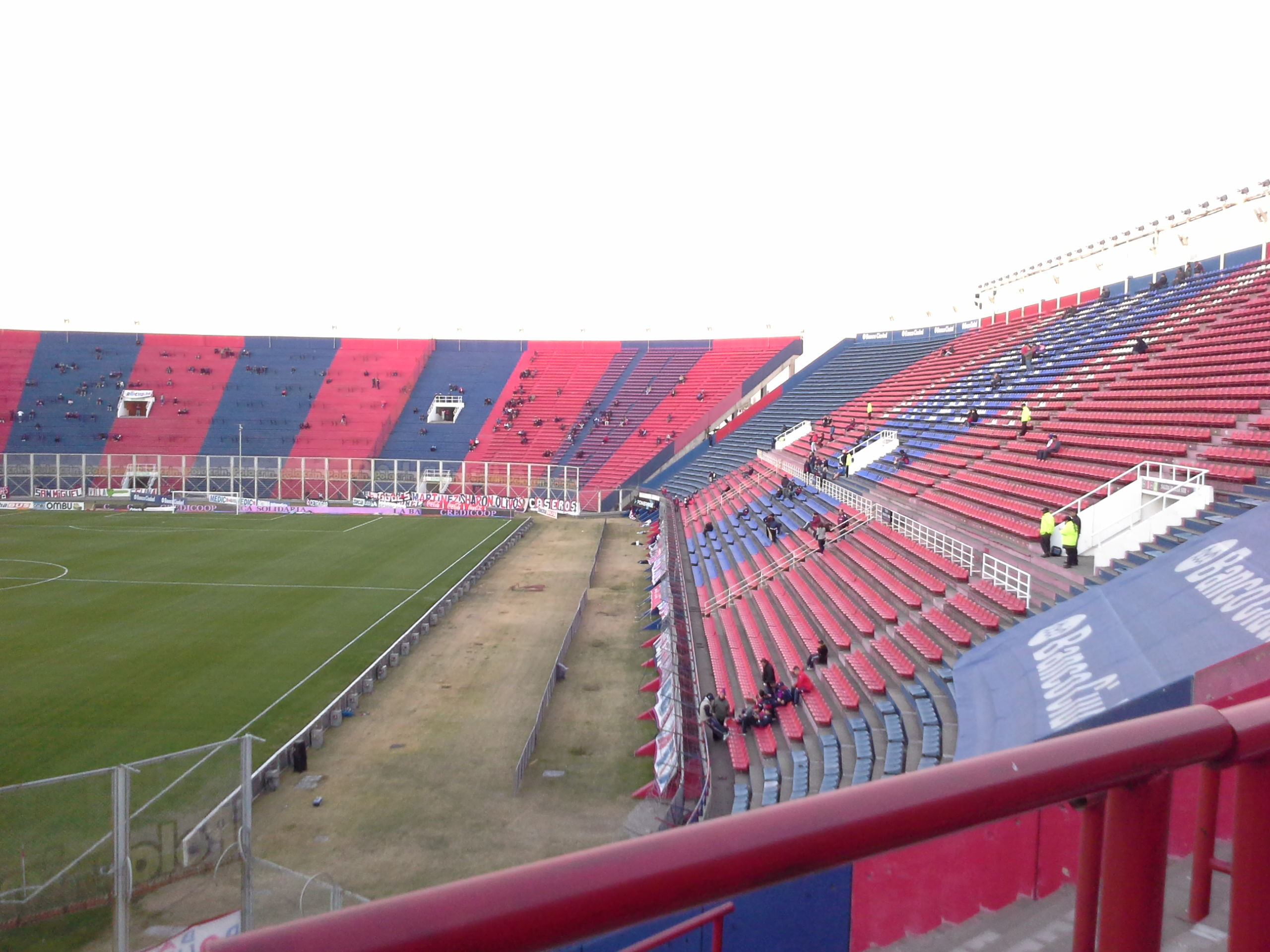
Platéia Sul do Nuevo Gasometro

O estádio foi modificado várias desde sua inauguração.
Em 1997, se começou a ampliação da arquibancada sul, mediante a construção das ligações entre a Popular oeste e a plateia sul. Neste mesmo ano, se construiu a cobertura da plateia norte.
Em 2007, devido a grande quantidade de sócios que o clube ganhou, se construiu uma ligação da popular do oeste com a plateia norte, aumentando de esta forma a capacidade do estádio situado no Bairro Flores.
Também foram feitos novos banheiros e se renovou todas as cadeiras da plateia norte e sul.
No ano de 2014, os refletores foram trocados por lampadas LED, trazidas da Coreia do Sul, pela empresa LG, melhorando consideravelmente a qualidade da iluminação do estádio.
Estas luzes são ideais para transmissões em alta definição, assim como também, economizam mais energia. 

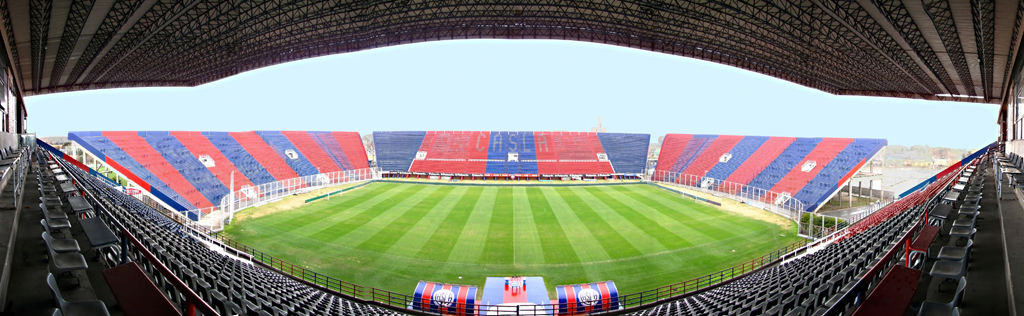
Vista do Estádio

Entre os anos de 2015 e 2016 realizaram-se  remodelações no estádio, o clube firmou contrato com a empresa de relógios Hublot e construiu um novo camarote presidencial. Por outro lado se remodelaram os vestuários, uma nova sala de imprensa foi feita no setor de la plateia Norte. 

### Capacidade
A capacidade aproximada do estadio atualmente: 47.964

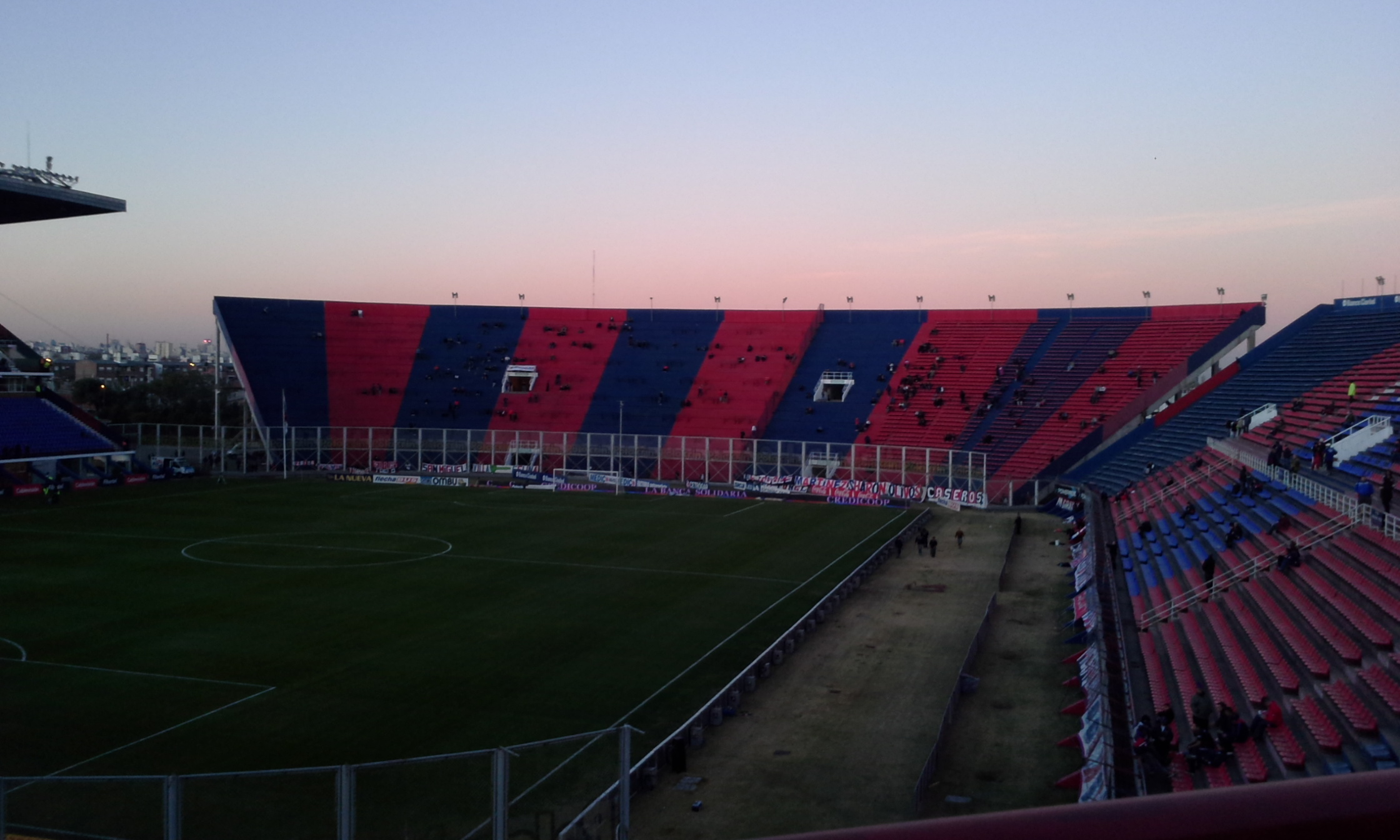

- Plateia Norte Alta: 3.026 espectadores
  - Setor A: 104
  - Setor B: 916
  - Setor C: 986
  - Setor D: 916
  - Setor E: 104
- Plateia Norte Baixa: 2.352 espectadores
  - Setor F: 532
  - Setor G: 518
  - Setor O: 252
  - Setor H: 518
  - Setor I: 532
- Plateia Sul: 9.498 espectadores
  - Setor J: 1761
  - Setor K: 2.769
  - Setor L: 320
  - Setor M: 2886
  - Setor N: 1762
- Tribuna Local: 18.088 espectadores
  - Setor P: 3088
  - Popular: 13000
- Tribuna Visitante: 15.000 espectadores
  - Popular: 15.000

- Capacidade Total: 47 964 espectadores

## Partidas de seleções
Não é palco de muitas partidas entre seleções, foram jogadas apenas três 3 partidas amistosas. A primeira foi um amistoso informal, de portas fechadas entre os donos da casa e a seleção boliviana, que ganhar por 1 a 0 com gol de José Vaca.
Durante os últimos e primeiros dias do mês de maio e junho de 2014, respectivamente, a seleção de futebol da Colombia disputou dois amistosos como preparação para a Copa do Mundo do mesmo ano. O primeiro foi ante a Senegal com um empate de dois gols para cada lado . Já o segundo e último foi marcado por uma goleada contra a seleccionado jordano por 3 a 0.
| #  | Data                               | Local       | Res | Visitante | Competição |
| -- | ---------------------------------- | ----------- | --- | --------- | ---------- |
| 1. | 17 de maio de 2011, 10:00 (UTC-3)  | San Lorenzo | 0–1 | Bolivia   | Amistoso   |
| 2. | 31 de maio de 2014, 20:00 (UTC-3)  | Colombia    | 2–2 | Senegal   | Amistoso   |
| 3. | 06 de junho de 2014, 18:00 (UTC-3) | Colômbia    | 3-0 | Jordânia  | Amistoso   |